# ディノ・セフィル

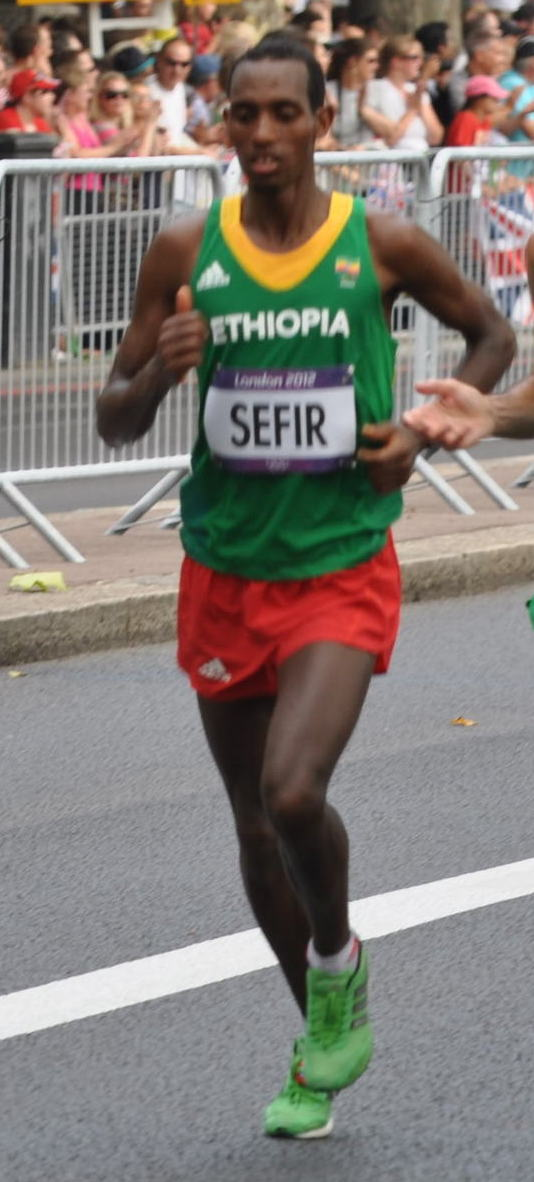
2012年ロンドンオリンピックでのセフィル

ディノ・セフィル（英表記:Dino Sefir、1988年5月28日 - ）は、エチオピアの男子陸上競技選手。専門種目はマラソン。
3回目のマラソンとなった2012年ドバイマラソンで2時間4分50秒の快記録を出し2位に入り一躍マラソン世界トップクラスに。
その年のロンドン五輪代表に選出されたが、本番では途中棄権に終わった。
ちなみに快記録を出したドバイマラソンで優勝したのは21歳のエチオピア選手、アエレ・アブシェロであり、アブシェロが出した2時間4分23秒は初マラソン公認世界最速記録であった。